# Royaucourt-et-Chailvet
Royaucourt-et-Chailvet é uma comuna francesa na região administrativa de Altos da França, no departamento de Aisne. Estende-se por uma área de 3,04 km². Em 2010 a comuna tinha 255 habitantes (densidade: 83,9 hab./km²).